# Lord & Burnham

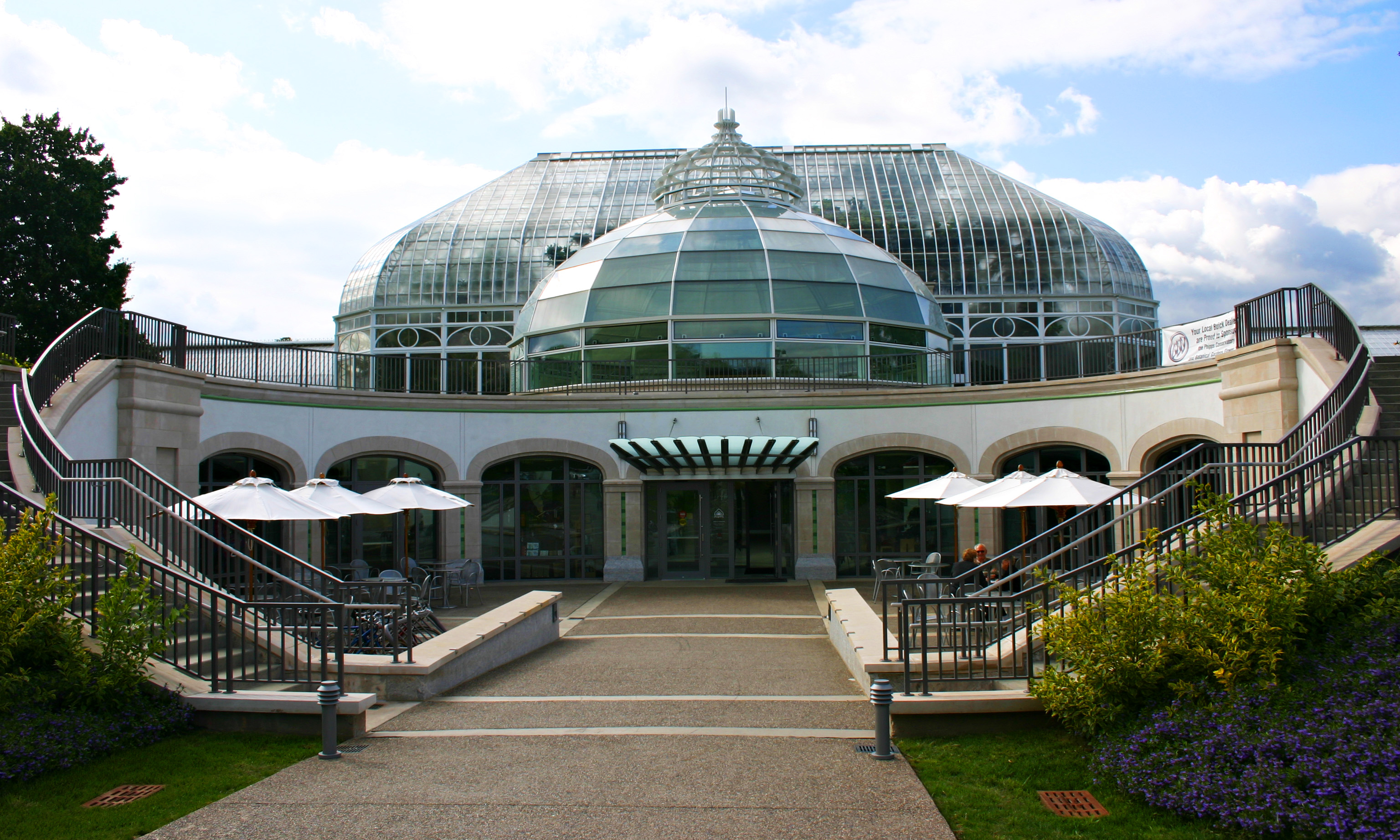
Phipps Conservatory, Pittsburgh, Pensilvania.

Lord & Burnham son estadounidenses, y unos notables constructores de los mayores invernaderos públicos en los EE. UU..
La compañía comenzó en 1849 cuando Frederick A. Lord, un carpintero, comenzó edificando invernaderos de madera y cristal para sus vecinos de Búfalo. Llegando a ser la profesión a jornada completa de Lord's en 1856 con la producción se trasladó primero a Siracusa, Nueva York y luego a Irvington para estar lo más próximo posible de sus clientes a lo largo de las fincas situadas en la orilla del río Hudson. En 1872 se unió a la empresa de Lord su yerno William Addison Burnham.
Su primer mayor encargo les llegó en 1876 cuando el filántropo de California James Lick contrató a la firma para crear un invernadero de 12,000 pies cuadrados (1100 m²) similar al de los Kew Gardens. Sus partes las fabricaron en Nueva York y las transportaron por barco a California. Después de la muerte de Lick, se reacondicionó como el Conservatory of Flowers del Parque de Golden Gate.
En 1881 la firma construyó el primer invernadero de acero con diseño curvilíneo en los Estados Unidos, encargo del magnate del ferrocarril Jay Gould, en una de sus propiedades Lyndhurst. En 1883 la empresa incorporó un nuevo socio y cambió el nombre a Lord's Horticultural Manufacturing Company, y en 1890 le cambiaron el nombre al que conocemos actualmente de Lord & Burnham Company.
Los invernaderos mayores construidos por Lord & Burnham incluyen:
- Phipps Conservatory & Botanical Gardens, Schenley Park, Pittsburgh, 1892-1893
- Buffalo and Erie County Botanical Gardens, Búfalo, 1895-1899
- Jardín Botánico de Nueva York, 1899-1902
- Sonnenberg Gardens and Mansion State Historic Park, Canandaigua, 1903-1915
- Reynolda Gardens, 1912
- Jardín Botánico de los Estados Unidos, Washington D. C., 1933

Los primeros invernaderos estaban hechos de madera de ciprés y de hierro forjado o acero. Si bien la experimentación con aluminio la iniciaron en 1932 en el Jardín Botánico de los Estados Unidos, su producción comercial no fue rentable económicamente hasta 1955.

## Récord Arquitectónico
El récord histórico de Lord & Burnham lo consiguieron en el Jardín Botánico de Nueva York. La colección incluye más de 140,000 planos arquitectónicos para más de 7,000 estructuras de cristal.